# Eparchia di Joškar-Ola

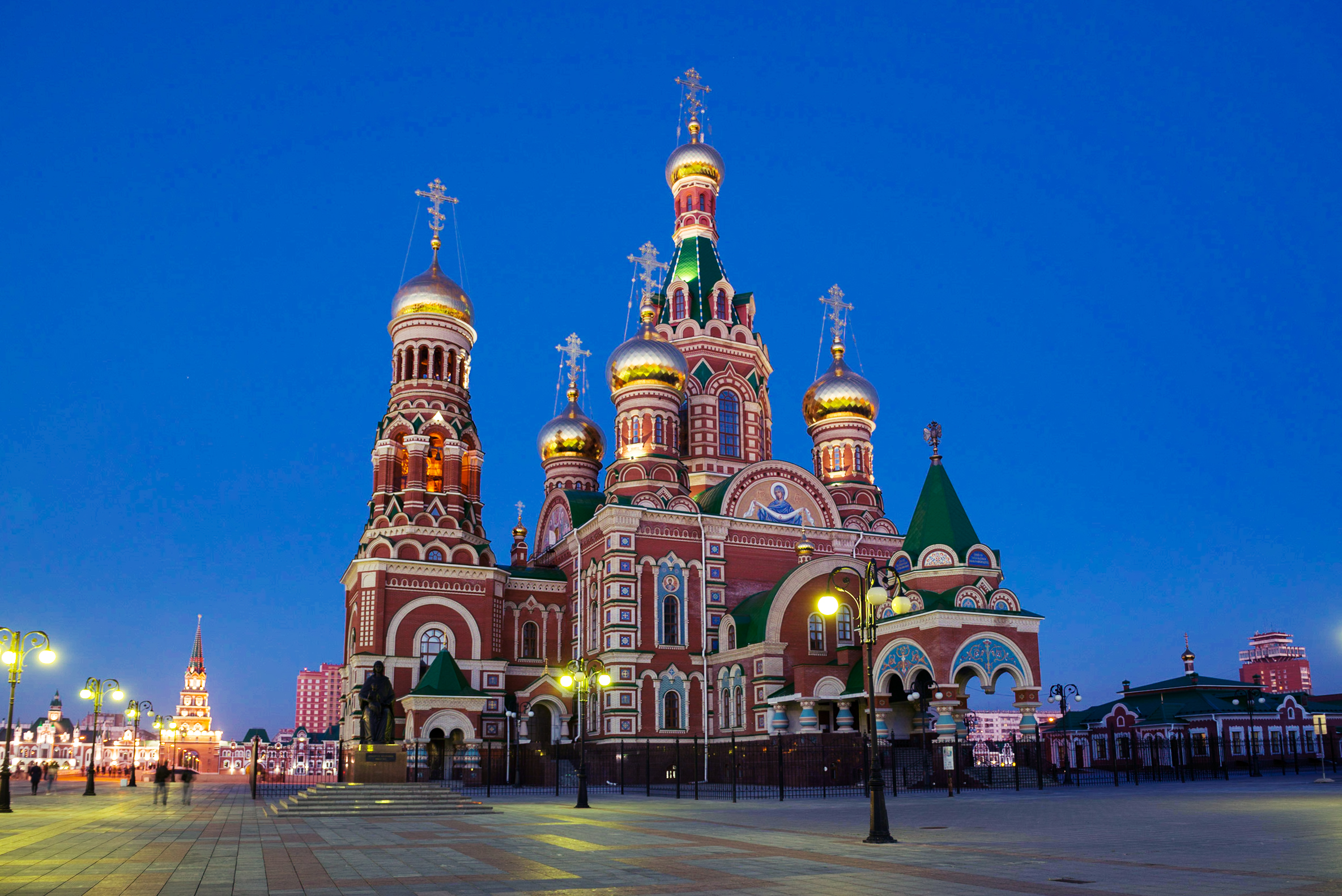
La cattedrale dell'Annunciazione di Joškar-Ola.

L'eparchia di Joškar-Ola (in russo Йошкар-Олинская епархия?) è una diocesi della Chiesa ortodossa russa, appartenente alla metropolia dei Mari.

## Territorio
L'eparchia comprende le città di Joškar-Ola, Koz'modem'jansk e Zvenigovo, e i rajon Medvedevsky, Sovetskij, Orshansky, Kilemarsky, Gornomariysky, Yurinsky e Zvenigovskij nella Repubblica dei Mari.
Sede eparchiale è la città di Joškar-Ola, dove si trova la cattedrale dell'Annunciazione.
L'eparca ha il titolo ufficiale di «metropolita di Joškar-Ola e dei Mari».

## Storia
L'eparchia è stata eretta l'11 giugno 1993, ricavandone il territorio dall'eparchia di Kazan'.
Il 6 ottobre 2017 ha ceduto una porzione di territorio a vantaggio dell'erezione dell'eparchia di Volžsk e contestualmente è entrata a far parte della metropolia dei Mari.